# Dogma v katolické církvi

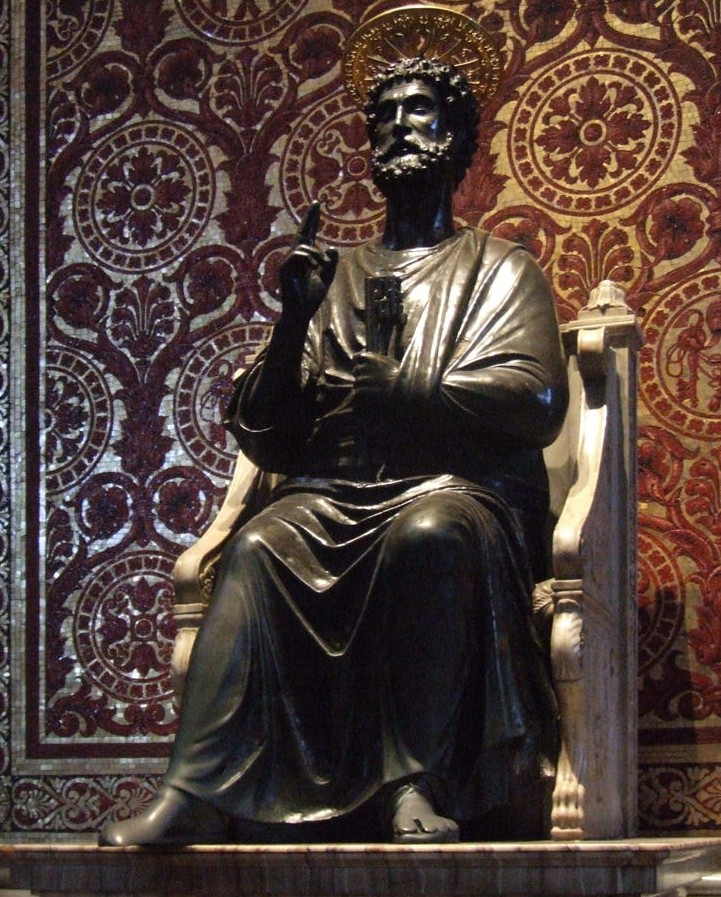
Socha svatého Petra s klíči od nebeského království, viz

Dogma katolické církve je definováno jako „Bohem zjevená pravda, kterou církevní magisterium  (Učitelský úřad církve) prohlásilo za závaznou“. Katechismus katolické církve uvádí:
Učitelský úřad církve používá plnosti své moci, kterou obdržel od Krista, když definuje nějaké dogma (článek víry), to znamená, když předkládá závazným způsobem, který vyžaduje od křesťanského lidu neodvolatelný souhlas víry, pravdy obsažené v Božím zjevení, nebo když jako definitivní předkládá ty pravdy, které jsou s nimi nutně spojeny.
Věřící jsou povinni přijmout učení jako dogma pouze tehdy, pokud je katolická církev jasně a výslovně označí za dogmata.

## Prvky: Písmo a tradice
Pojem dogma má dva prvky: 1) veřejné Boží zjevení, což je Boží zjevení obsažené v Písmu svatém (psané slovo) a posvátné tradici, a 2) výrok katolické církve, který dogma nejen oznamuje, ale také prohlašuje za závazné pro víru. K tomu může dojít rozhodnutím papeže ex cathedra nebo definitivním výrokem ekumenického koncilu. Pravdy formálně a výslovně zjevené Bohem jsou dogmaty v užším slova smyslu, pokud jsou církví předloženy nebo definovány, jako např. články Nicejského vyznání víry, které vycházejí z prvních církevních koncilů. Katolicismus zastává názor, že chápání Písma se v průběhu času stále prohlubuje a dozrává působením Ducha svatého v dějinách církve a v chápání této víry křesťany, přičemž zůstává totožné ve své podstatě a obsahu. Dei verbum uvádí: „jak posvátná tradice, tak Písmo svaté mají být přijímány a ctěny se stejnou láskou a vážností“.

## Dogma jako božská a katolická víra
Viz též: Stupně jistoty v dogmatice
Dogma má dvojí vztah: k Božímu zjevení a k závaznému učení katolické církve.
Dogma je „v přísném významu předmětem jak božské víry (fides divina), tak katolické víry (fides catholica); je předmětem božské víry (fides divina) z důvodu svého božského zjevení; je předmětem katolické víry (fides catholica) z důvodu své neomylné doktrinální definice církví. Pokud pokřtěný člověk vědomě popírá nebo pochybuje o správně formulovaném dogmatu, dopouští se hříchu hereze [...] a automaticky podléhá trestu exkomunikace“.
Na přelomu 19. a 20. století skupina teologů zvaných modernisté tvrdila, že dogmata nepocházejí od Boha, ale jsou historickým projevem v dané době. V encyklice Pascendi dominici gregis papež Pius X. v roce 1907 toto učení odsoudil. Podle katolického stanoviska má obsah dogmatu božský původ, to znamená, že zmíněný obsah je považován za vyjádření objektivní pravdy, která se nemění.
Pravdy víry však byly dogmaticky vyhlašovány po celé věky. Případy, kdy tak papež učinil mimo ekumenický koncil, jsou vzácné, i když v 19. a 20. století se vyskytly dva: Neposkvrněné početí Panny Marie v roce 1854 a Nanebevzetí Panny Marie v roce 1950. Papež Pius IX. i papež Pius XII. se před vyhlášením těchto dogmat radili s biskupy z celého světa. Hnutí za vyhlášení pátého mariánského dogmatu o „Prostřednici (Mediatrix)“ a „Spoluvykupitelce (Co-Redemptrix)“ vzniklo v 90. letech 20. století, ale biskupové se proti němu postavili již na II. vatikánském koncilu a od té doby naráží na silný odpor.

## Dřívější použití termínu
Termín Dogma Catholicum poprvé použil Vincenc z Lérins (450) a označil jím to, „čemu všichni, všude a vždy věřili“. V roce 565 císař Justinián prohlásil rozhodnutí prvních ekumenických koncilů za zákon, „protože jsou to pravá dogmata“ Boží.
Ekumenické koncily vydávaly dogmata. Mnoho dogmat – zejména od rané církve (Efez, Chalcedon) až po Tridentský koncil – bylo formulováno proti konkrétním herezím. Pozdější dogmata (Neposkvrněné početí a Nanebevzetí Panny Marie) vyjadřují Boží velikost závazným vyjádřením. Na výslovnou žádost papeže Jana XXIII. nevyhlásil II. vatikánský koncil žádná dogmata. Místo toho představil základní prvky katolické víry srozumitelnějším, pastoračním jazykem. Poslední dvě dogmata o Neposkvrněném početí a o Nanebevzetí Panny Marie vyhlásili papežové Pius IX. v roce 1854 a Pius XII. v roce 1950.
Podle katolického učení bylo s Kristem a apoštoly zjevení úplné. Dogmata vydaná po smrti jeho apoštolů nejsou nová, ale jsou vysvětlením již existující víry. Implicitní pravdy jsou upřesňovány jako explicitní, jak to učinily ekumenické koncily v učení o Nejsvětější Trojici. Karl Rahner se to snaží vysvětlit alegorickou větou manžela své ženě: „Miluji tě“; to jistě znamená: Jsem ti věrný. V 5. století napsal Vincenc z Lérins v Commonitoriu, že v církvi má být pokrok,
pod podmínkou, že půjde o skutečný pokrok, nikoli o změnu víry. Pokrok totiž vyžaduje, aby se předmět sám o sobě rozšířil, změna, aby se proměnil v něco jiného. Inteligence, vědění, moudrost [...] jednotlivců [...] i [...] celé církve by se tedy měla v průběhu věků a staletí zvětšovat a činit velký a energický pokrok, ale přece jen ve svém druhu, to znamená ve stejném učení, ve stejném smyslu a ve stejném významu.
Vincenc komentuje První list Timoteovi – 1Tim 6, 20 (Kral, ČEP), že Timoteus pro něj představuje „buď obecně univerzální církev, nebo zvláště celý prelátský stav“, jehož povinností je „držet nebo předávat ostatním úplné poznání věrouky“ zvané depozit víry. Podle Vincence byl depozit víry svěřen, a nikoli „vymyšlen: není to záležitost důvtipu, ale učení; není to soukromé držení, ale veřejná tradice“. Vincent vykládal, že „dostal jsi zlato, dej zlato na oplátku“, a ne náhražku nebo padělek. Vincenc vysvětloval, že ti, kdo jsou způsobilí „božským darem“, mají „duchaplností, dovedností, učeností“ vykládat a objasňovat „to, čemu se dříve věřilo, i když se to chápalo nedokonale“ – chápat „to, co starověk ctil bez porozumění“, a učit „tytéž pravdy“ novým způsobem. První vatikánský koncil v roce 1870 citoval z Commonitoria a v dogmatické konstituci Dei Filius uvedl, že „smysl posvátných dogmat má být trvale zachován“, jakmile byly katolickou církví vyhlášeny, a „nikdy nesmí dojít k odklonu od tohoto smyslu na základě spekulací a z titulu hlubšího porozumění“. Druhý vatikánský koncil v roce 1964 tento názor dále rozvinul v Lumen gentium.

## Klasifikace
Podle katolického teologa Ludwiga Otta:
Dogmata jsou klasifikována:
a) podle jejich obsahu jako: dogmata obecná (dogmata generalia) a dogmata zvláštní (dogmata specialia). K prvním patří základní pravdy křesťanství, k druhým jednotlivé pravdy v nich obsažené.
b) podle jejich vztahu k Rozumu jako: dogmata čistá (dogmata pura) a dogmata smíšená (dogmata mixta). Ta první poznáváme výhradně na základě Božího Zjevení, např. Nejsvětější Trojice (mystéria), ta druhá také na základě přirozeného Rozumu, např. existence Boha.
c) podle způsobu, jakým je církev předkládá, jako: dogmata formální (dogmata formalia) a dogmata materiální (dogmata materialia). První jsou předkládány k věření učitelským úřadem církve jako pravdy Zjevení; druhé takto předkládány nejsou, a proto nejsou dogmaty v užším slova smyslu.
d) podle jejich vztahu ke spáse jako: dogmata nutná (dogmata necessaria) a dogmata nenutná (dogmata non-necessaria). Prvním musí všichni výslovně věřit, aby dosáhli věčné spásy; k druhým stačí implicitní víra (fides implicita); srov. Žid 2, 6 (Kral, ČEP).

## Teologická jistota
Hlavní článek: Stupně jistoty v dogmatice
Učitelský úřad církve (magisterium) má za úkol střežit, uchovávat a učit božské pravdy, které Bůh zjevil s neomylností (de fide). Odmítnutí učení církevního magisteria je de facto odmítnutím Božího zjevení. Je považováno za smrtelný hřích hereze, pokud je heretický názor zastáván s plným vědomím protikladných církevních dogmat. Neomylnost magisteria se vztahuje i na učení, které je z těchto pravd odvozeno (fides ecclesiastica). Tyto církevní nauky neboli „katolické pravdy“ (veritates catholicae) nejsou součástí Božího zjevení, přesto s ním úzce souvisejí. Odmítnutí těchto „druhotných“ nauk je heretické a má za následek ztrátu plného společenství s katolickou církví. Existuje více stupňů teologické jistoty. Tyto různé stupně se nazývají teologické noty (nota theologica).

## Příklady dogmatických definic

### Ekumenické koncily
- Nicea I.: božské synovství[22]
- Efez: Maria je Matka Boží[23]
- Chalcedon: Ježíš je pravý člověk s lidským tělem a lidskou duší[24]
- Konstantinopol: Ježíš je pravý Bůh a má lidskou i božskou vůli[25]
- Nicea II.: svaté obrazy mohou být tvořeny a náleží jim úcta, nikoli adorace[26]
- Vatikán I.: papežská neomylnost[27]

#### Tridentský koncil
Tridentský koncil vydal řadu dogmatických definic o svátostech a dalších církevních věroukách a zvyklostech, např. následující:
- transsubstanciace[28]
- očistec[29]
- pečeť („tajemství“) svátosti smíření je nedotknutelná[30]
- mnohoženství je hřích[31]

### Ex cathedra
- Pius IX.: Neposkvrněné početí Panny Marie[32]
- Pius XII.: Nanebevzetí Panny Marie[33]

## Papežské buly a encykliky

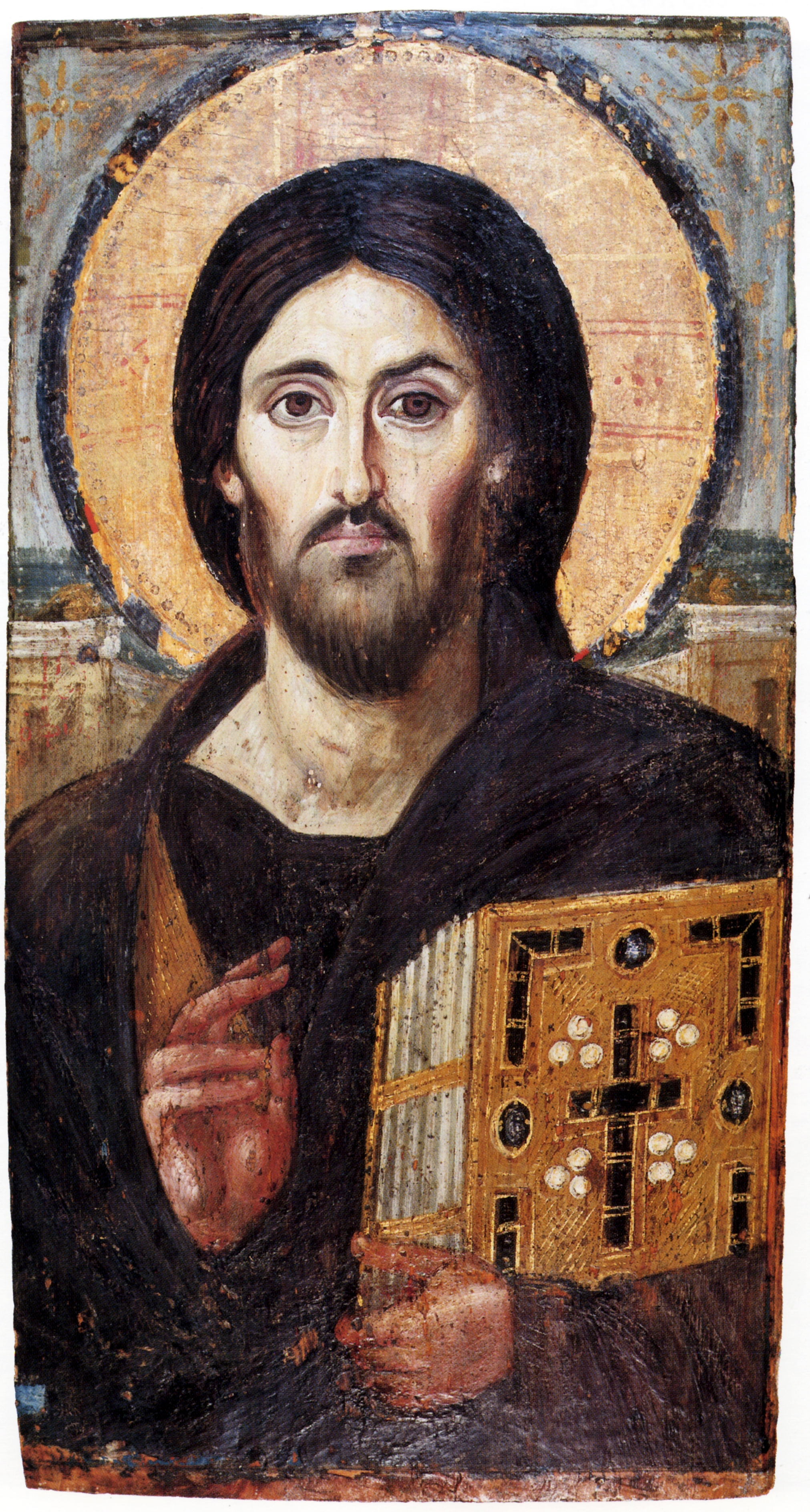
Nejstarší dochovaná desková ikona Krista Pantokratora, asi 6. století

Papež Pius XII. v Humani generis uvedl, že papežské encykliky, i když nejsou ex cathedra, mohou být dostatečně autoritativní, aby ukončily teologickou debatu o určité otázce:
Nelze si také myslet, že to, co je vyloženo v encyklických listech, samo o sobě nevyžaduje souhlas, protože při psaní těchto listů papežové nevykonávají nejvyšší moc své učitelské autority. Tyto záležitosti se totiž vyučují s běžnou učitelskou autoritou, o níž je třeba říci, že je pravdivá: „Kdo poslouchá vás, poslouchá mne“ – Lk 10, 16 (Kral, ČEP); a obecně platí, že to, co je v encyklických listech vykládáno a vštěpováno, již z jiných důvodů patří ke katolické nauce. Jestliže však nejvyšší pontifikové ve svých oficiálních dokumentech záměrně vynášejí rozsudek nad do té doby spornou záležitostí, je zřejmé, že tato záležitost nemůže být podle mysli a vůle pontifiků nadále považována za otázku otevřenou diskusi mezi teology.
Konec teologické debaty však není totožný s dogmatizací. V průběhu dějin církve její představitelé diskutovali o tom, zda je dané papežské naučení posledním slovem, či nikoli.
V roce 1773 Lorenzo Ricci, když slyšel zvěsti, že papež Klement XIV. by mohl jezuitský řád rozpustit, napsal: „Je nanejvýš neuvěřitelné, že Kristův náměstek tvrdí opak toho, co jeho předchůdce papež Klement XIII. uvedl v papežské bule Apostolicum, v níž nás hájil a chránil.“ Když se ho o několik dní později zeptali, zda přijme papežskou instrukci, která by vrátila Klementa XIII. a zrušila jezuitský řád, Ricci odpověděl, že cokoli papež rozhodne, musí být svaté pro všechny.
V roce 1995 se objevily otázky, zda apoštolský list Ordinatio sacerdotalis, který potvrdil katolické učení, že kněžské svěcení mohou přijímat pouze muži, má být chápán jako součást depozita víry. Papež Jan Pavel II. napsal: „Proto, aby byly odstraněny všechny pochybnosti ohledně záležitosti velkého významu, záležitosti, která se týká samotné božské ústavy církve, na základě naší služby utvrzování bratří (srov. Lk 22, 32 (Kral, ČEP)) prohlašujeme, že církev nemá žádnou pravomoc udělovat kněžské svěcení ženám a že tento úsudek mají s konečnou platností zastávat všichni věřící církve.“ Dulles v přednášce pro americké biskupy prohlásil, že „Ordinatio sacerdotalis je neomylné nikoliv pouze kvůli apoštolskému listu nebo objasnění kardinála Josepha Ratzingera [tj. doktrinální komentář kongregace pro nauku víry k apoštolskému listu Ad tuendam fidem], ale protože se opírá o širokou škálu pramenů, Písmo svaté, stálou tradici církve a řádné a všeobecné magisterium církve“: Papež Jan Pavel II. identifikoval pravdu, kterou církev neomylně učí již dva tisíce let.
Kritici Ordinatio Sacerdotalis však poukazují na to, že nebylo promulgováno v rámci mimořádného papežského magisteria jako prohlášení ex cathedra, a proto není samo o sobě považováno za neomylné.

## Soukromá zjevení a Zjevení

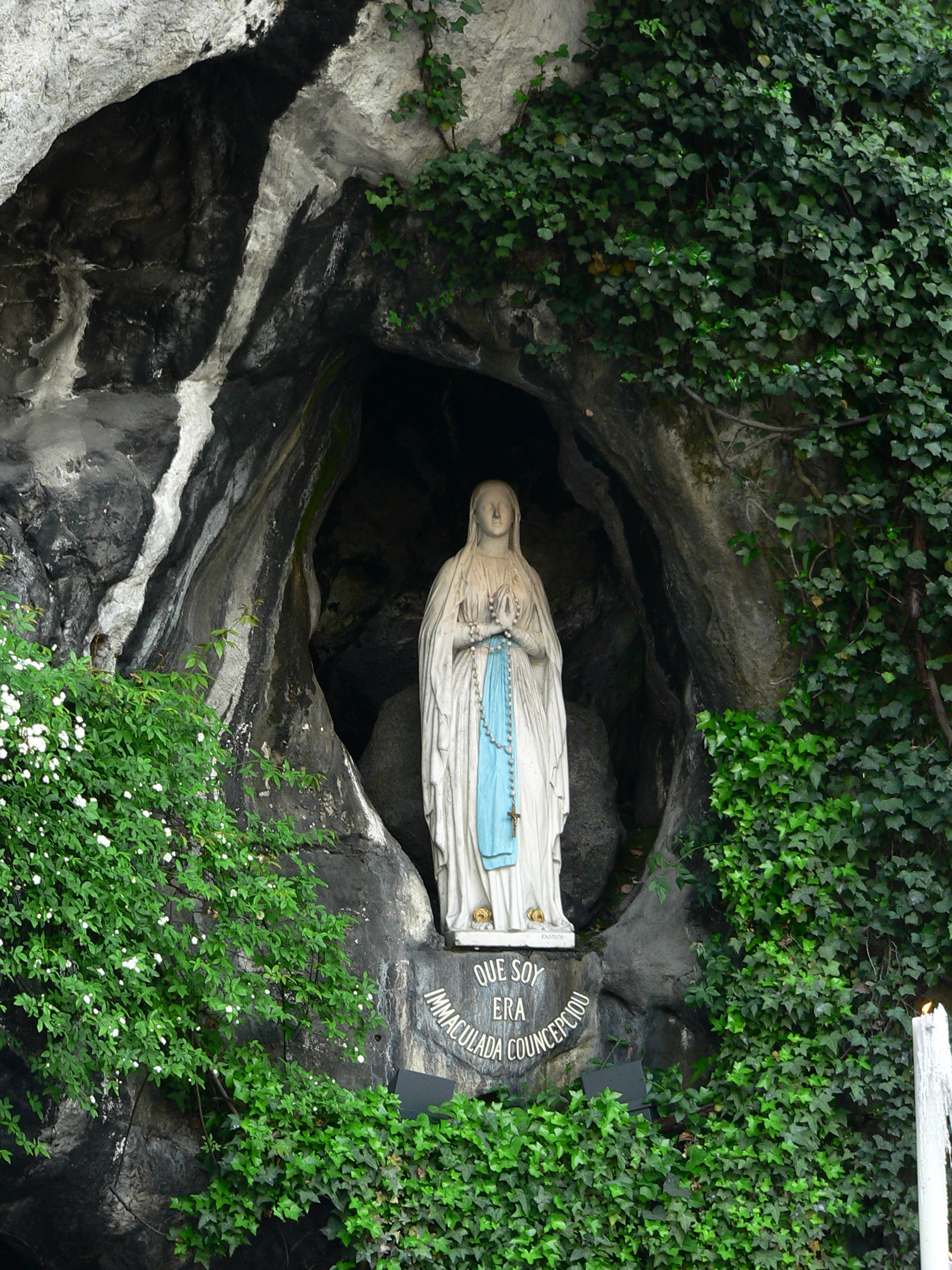
Socha Panny Marie Lurdské. Lurdská zjevení se odehrála čtyři roky po vyhlášení dogmatu o Neposkvrněném početí

Soukromá zjevení se v katolické církvi odehrávají od samého počátku. Například vyprávění o zjevení Panny Marie na Sloupu Jakubovi Většímu. Zjevení však nejsou součástí posvátné tradice, protože by to znamenalo, že Boží zjevení je neúplné, což by zase znamenalo, že Bůh se může zdokonalovat.
Katolická církev rozlišuje mezi zjeveními v rámci Božího zjevení – jako jsou zjevení zmrtvýchvstalého Ježíše apoštolům a znamení ženy v knize Zjevení – a zjeveními bez Božího zjevení – jako jsou Panna Maria Lurdská a Panna Maria Fatimská –, protože věk Božího zjevení byl uzavřen dokončením Nového zákona, když zemřel poslední z apoštolů.
Ačkoli se Panna Maria na Sloupu zjevila během apoštolského věku, toto zjevení není dogmatem, protože není součástí katolické víry, Bible ani posvátné tradice. Jedná se o místní tradici, která je odlišná od posvátné tradice.

## Ekumenické aspekty
Protestantská teologie se od reformace stavěla k pojmu dogma převážně negativně. To se změnilo ve 20. století, kdy Karl Barth ve své knize Kirchliche Dogmatik konstatoval potřebu systematických a závazných článků víry.
Krédo je nejobsáhlejším, nikoli však úplným souhrnem důležitých katolických dogmat (původně se používalo při křestních obřadech). Vyznání víry je součástí nedělní liturgie. Protože si mnoho protestantských církví ponechalo starší verze Vyznání víry, scházejí se ekumenické pracovní skupiny, které o Vyznání víry diskutují jako o základu pro lepší pochopení dogmat.